# Закусило Олександр Володимирович
Олекса́ндр Володи́мирович Закуси́ло (нар. 11 серпня 1984, Овруч — 8 серпня 2014, Маринівка Шахтарського району Донецької області) — солдат Збройних сил України, учасник російсько-української війни.

## Життєвий шлях
Народився 1984 року а місті Овруч (Житомирська область). Закінчив 2001-го Овруцьку ЗОШ № 4. 2003 року призваний для проходження строкової служби. Відтак залишився у війську командиром відділення. У 2005 році звільнений в запас з лав ЗСУ.
У часі війни з березня 2014-го — старший вогнеметник вогнеметного взводу, 30-а окрема механізована бригада.
Загинув під час російсько-української війни у боях біля кордону з Росією, на дорозі поблизу села Маринівка Шахтарського району Донецької області. У післяобідню пору військова колона, вантажівка «Урал» і БРДМ, вирушили з села Степанівка до Маринівки для облаштування блокпосту, і вже під Маринівкою потрапили під обстріл російських збройних формувань. Олександр залишився в «Уралі» на місці бою, в тому ж авто був Роман Козаренко. Тоді ж загинули Олександр Коростинський й Юрій Макарчук.
Перебував у списках зниклих безвісти. Через місяць тіло було вивезене волонтерами пошукової місії «Чорний тюльпан». Упізнаний за експертизою ДНК серед похованих під Дніпропетровськом невідомих героїв АТО. 4 грудня 2015 року перепохований в Овручі.
Залишилися батьки та молодший брат.

## Нагороди та вшанування
За особисту мужність і героїзм, виявлені у захисті державного суверенітету та територіальної цілісності України, вірність військовій присязі під час російсько-української війни, відзначений — нагороджений
- орденом «За мужність» III ступеня (8.4.2016, посмертно)
- в овруцькій ЗОШ № 4 березнем 2016 року відкрито меморіальну дошку випускнику Олександру Закусилу[1]
- його портрет розміщений на меморіалі «Стіна пам'яті полеглих за Україну» у Києві: секція 2, ряд 9, місце 15.
- присвоєно звання «Почесний громадянин міста Овруч» (рішення сімнадцятої сесії Овруцької міської ради сьомого скликання від 25 серпня 2016 року № 487; посмертно)
- вшановується 8 серпня на щоденному ранковому церемоніалі вшанування захисників України, які загинули за свободу, незалежність і територіальну цілісність нашої держави[2]